# Alcea pallida
Alcea pallida là một loài thực vật có hoa trong họ Cẩm quỳ. Loài này được (Willd.) Waldst. & Kit. mô tả khoa học đầu tiên năm 1801.